# Arsenali Tbilisi
Arsenali Tbilisi (gruz. ს.კ. არსენალი თბილისი) – gruziński klub piłkarski, mający siedzibę w stolicy Tbilisi.

## Historia
Chronologia nazw:
- 1940–1945: DKA Tbilisi
- 1946–1954: DO Tbilisi
- 1955–1957: ODO Tbilisi
- 1958–1959: SKWO Tbilisi
- 1960–1998: SKA Tbilisi (gruz. არმიის სპორტული კლუბი თბილისი, Armiis Sportuli Klubi Tbilisi)
- 1998–...: Arsenali Tbilisi (gruz. არსენალი თბილისი)

Klub został założony w 1940 roku jako wojskowy klub DKA Tbilisi (Dom Krasnoj Armii). Na początku grał w rozgrywkach lokalnych. W 1945 debiutował w Grupie II Mistrzostw ZSRR, w której zajął 4. miejsce. Również startował w rozgrywkach Pucharu ZSRR, gdzie dotarł do ćwierćfinału. W 1946 zmienił nazwę na DO Tbilisi (Dom Oficerów). Przed rozpoczęciem sezonu 1950 system rozgrywek piłki nożnej ZSRR został reorganizowany i tbiliski klub został pozbawiony startu spośród najlepszych zespołów.
W końcu 1950 grał w barażach z Spartaki Tbilisi o awans do Klasy B, ale przegrał rywalizację. W 1951 ponownie grał w Spartakiem, ale tym razem udało się zdobyć awans do Klasy B i w 1952 ponownie startował w II lidze radzieckiej. Najpierw zajął pierwsze miejsce w swojej grupie, a potem w turnieju finałowym o awans do Klasy A uplasował się na 3 pozycji. W 1953 zespół był zdyskwalifikowany z rozgrywek w Klasie B, ale w 1954 przywrócono miejsce w rozgrywkach II ligi. W swojej grupie zakończył rozgrywki na 3 lokacie. W 1955 zmienił nazwę na ODO Tbilisi (Okręgowy Dom Oficerów), ale ponownie był trzecim w swojej grupie. W 1956 awansował na 2 lokatę w swojej, ale 2 pkt zabrakło aby wygrać grupę i walczyć w finale o awans do Klasy A. Dopiero w 1957 już z nazwą SKWO Tbilisi (Sportowy Klub Wojskowego Okręgu) zdobył mistrzostwo swojej grupy, a potem w turnieju finałowym był trzecim (awansował jedynie mistrz). To był ostatni największy sukces klubu, w 1968 zajął 6. miejsce w grupie, w 1959 zakończył rozgrywki w grupie na 7 lokacie. W 1960 po kolejnej reorganizacji systemu rozgrywek piłki nożnej ZSRR klub został pozbawiony możliwości występów w rozgrywkach profesjonalnych.
Od 1960 roku z nazwą SKA Tbilisi (Sportowy Klub Armii) występował w rozgrywkach amatorskich o mistrzostwo Gruzińskiej SRR. W 1968 zdobył tytuł mistrza Gruzińskiej SRR.
Do 1990 roku występował w niższych ligach mistrzostw Gruzińskiej SRR. W 1994 roku awansował do drugiej ligi. Po zakończeniu sezonu 1994/95 zajął 7. miejsce we wschodniej grupie. W następnym sezonie awansował na 6 pozycję. W 1996/97 był czwarty w grupie. Dopiero w sezonie 1997/98 z nazwą Arsenali Tbilisi awansował do Umaglesi Liga.
W debiutowym sezonie 1998/99 zajął 9. miejsce w najwyższej lidze gruzińskiej. W następnym sezonie zespół najpierw został ostatnim w swojej grupie, a potem w grupie spadkowej zajął przedostatnie miejsce i pożegnał się z rozgrywkami na najwyższym szczeblu.
Potem klub został rozwiązany.

## Sukcesy

### Trofea międzynarodowe
Nie uczestniczył w rozgrywkach europejskich (stan na 31-05-2012).

### Trofea krajowe
| \| \| Zdobyte trofea w rozgrywkach Gruzji (stan na: 31-05-2015) \| |                                                           |      |                        |
| Rozgrywki                                                          | Osiągnięcie                                               | Razy | Sezon(y)               |
| Mistrzostwo                                                        | I miejsce                                                 | 0    |                        |
| Mistrzostwo                                                        | II miejsce                                                | 0    |                        |
| Mistrzostwo                                                        | III miejsce                                               | 0    |                        |
| Mistrzostwo                                                        | 9. miejsce                                                | 1    | 1999                   |
| Puchar                                                             | zdobywca                                                  | 0    |                        |
| Puchar                                                             | finalista                                                 | 0    |                        |
| Puchar                                                             | 1/8 finału                                                | 1    | 1998                   |
| II liga                                                            | I miejsce                                                 | 1    | 1998 (wschodnia grupa) |
| II liga                                                            | II miejsce                                                | 0    |                        |
| II liga                                                            | III miejsce                                               | 0    |                        |
| Gruzja                                                             | Zdobyte trofea w rozgrywkach Gruzji (stan na: 31-05-2015) |      |                        |

ZSRR
| \| \| Zdobyte trofea w rozgrywkach Związku Radzieckiego (stan na: 1-01-1992) \| |                                                                        |      |                            |
| Rozgrywki                                                                       | Osiągnięcie                                                            | Razy | Sezon(y)                   |
| Mistrzostwo                                                                     | I miejsce                                                              | 0    |                            |
| Mistrzostwo                                                                     | II miejsce                                                             | 0    |                            |
| Mistrzostwo                                                                     | III miejsce                                                            | 0    |                            |
| Puchar                                                                          | zdobywca                                                               | 0    |                            |
| Puchar                                                                          | finalista                                                              | 0    |                            |
| Puchar                                                                          | ćwierćfinalista                                                        | 1    | 1945                       |
| II liga                                                                         | I miejsce                                                              | 0    |                            |
| II liga                                                                         | II miejsce                                                             | 0    |                            |
| II liga                                                                         | III miejsce                                                            | 2    | 1952 (finał), 1957 (finał) |
|                                                                                 | Zdobyte trofea w rozgrywkach Związku Radzieckiego (stan na: 1-01-1992) |      |                            |

- Mistrzostwo Gruzińskiej SRR:
  - mistrz (2x): 1943, 1968

## Stadion
Klub rozgrywa swoje mecze domowe na stadionie SKA w Tbilisi, który może pomieścić 2,000 widzów.